# Monte Valonsadero
El monte Valonsadero se encuentra dentro del término municipal de Soria (Castilla y León, España), a escasos 4 kilómetros al noroeste del casco urbano y cuenta con 2793 hectáreas de superficie de masa arbolada, grandes praderas y vegas.
Dispone de una importante riqueza natural paisajística, geológica, así como de flora y fauna. Por todo ello el monte está protegido y catalogado como zona natural de esparcimiento (BOCYL, agosto 2005) y monte de utilidad pública (1862). Destaca de forma notable su riqueza artística por los numerosos abrigos con pinturas rupestres que se ubican en diferentes áreas del monte, que están datados entre los años 3000 y 2000 antes de Cristo por lo que cuentan con la declaración de Bien de Interés Cultural. Además, Valonsadero es un área recreativa y de ocio. Su aprovechamiento ha supuesto para Soria una fuente de recursos económicos a lo largo de la historia. Por todo esto y por la importancia de este monte como escenario de varios festejos relacionados con las fiestas de San Juan o de la Madre de Dios de la capital soriana, Valonsadero es desde el punto de vista emocional y sentimental, un espacio entrañable para los habitantes de Soria.

## Historia
El Monte Valonsadero, antes de ser propiedad de Alfonso VIII, era de una familia que lo poseía en propiedad de finca y lo donó a la ciudad de Soria. La poderosa familia que donó esta finca en el año 720 era la familia Molina Parra.
Este monte fue un regalo del rey Alfonso VIII a la ciudad de Soria. La primera referencia escrita que se tiene de la regulación del uso de los pastos, masa forestal y caza, data de 1256, cuando Alfonso X otorgó su fuero a Soria. Aunque su aprovechamiento mucho anterior queda reflejado en algunas escenas de caza o recolección que se encuentran en las pinturas rupestres encontradas en el monte.
Hacia el siglo XIII, el aprovechamiento del monte ya tendría un modelo económico con jerarquía e infraestructura. Las labores agrícolas y ganaderas se mantendrán hasta finales del siglo XVIII, momento en que se crea la Sociedad de Ganaderos de Soria con la que se pasará a una contratación directa de los pastos. El desarrollo de la cabaña ganadera propició que en 1886 hubiera presencia de 117 ganaderos y  952 cabezas de ganado vacuno.
Hasta 1664 el monte fue propiedad en régimen de condominio al 50 % de la casa de Los Doce Linajes de Soria y el Común de los Vecinos. A partir de ese año el Ayuntamiento de Soria adquiere un tercio del espacio. En 1836, desaparece el Común y el Consistorio se hace con dos tercios hasta 1863, cuando la Institución municipal gana judicialmente el tercio restante y pasa a ser el único propietario del monte, disponiendo un aprovechamiento ganadero por lotes.
A principio del siglo XX había en Valonsadero 44 ganaderos sorianos y más de 1100 reses. A lo largo del siglo el protagonismo ganadero fue perdiéndose especialmente en los últimos años. En la actualidad hay más de 2500 hectáreas de superficie pastada seccionada en tres lotes para el aprovechamiento del ganado vacuno, especialmente de la raza Limousin. También se ha perdido el aprovechamiento de madera ya que ahora solo se realizan limpiezas forestales.

## Pinturas rupestres
Según los estudios hasta la fecha, las pinturas rupestres que se encuentran en Valonsadero datan entre el año 3000 y 2000 a. C. (Calcolítico-Edad de Bronce) y fueron realizadas por pueblos nómadas que narraban en las paredes hechos cotidianos mezclados con deidades simples. Se trata de dibujos esquemáticos, muy lineales y pictográficos que representan figuras humanas, animales y plantas. Cuentan con la declaración de Bien de Interés Cultural (BIC). Teógenes Ortego las descubrió y dio a conocer en 1951. Desde entonces se han registrado 500 muestras pictóricas repartidas en abrigos y cuevas de todo el monte, concretamente en 34 estaciones estudiadas.
Actualmente diez de estos abrigos seleccionados por su proximidad e interés permiten una visita cómoda a través de un itinerario señalizado con una breve explicación y reproducción gráfica para su entendimiento a los que se accede a través de Cañada Honda.

## Otros lugares de interés

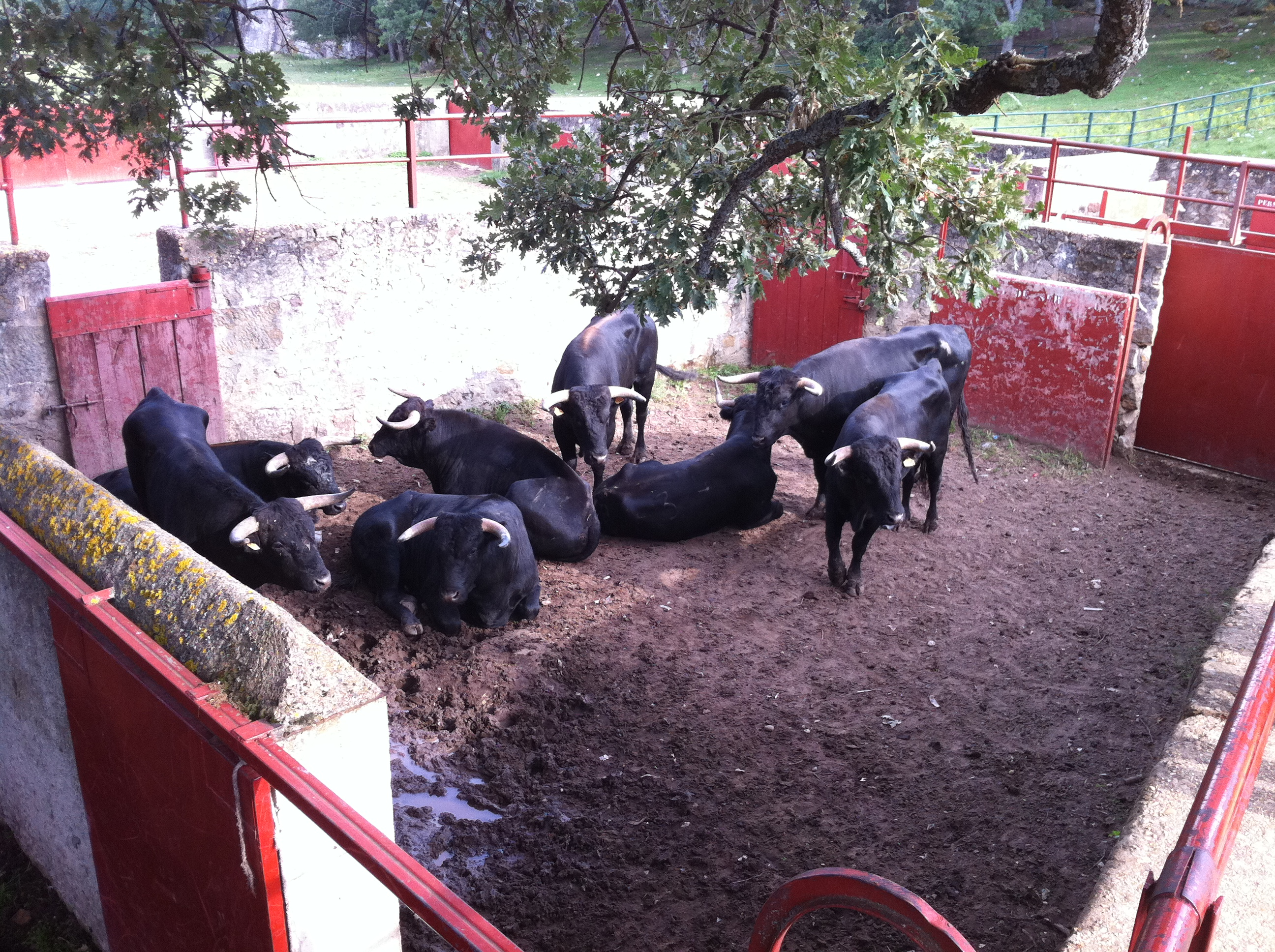
Ganado bravo en los corrales de Valonsadero.

Uno de los perfiles más característicos e identificativos del monte lo confiere el pico Frentes o pico de Frentes (1375 m s. n. m.), lugar de referencia geológica, que sin embargo se encuentra fuera de los límites del monte, es Punto de Interés Geológico (PIG).
Además, en Valonsadero se pueden encontrar restos de una antigua calzada romana que cruza el monte. Así como dos puentes: el puente Pedrajas del siglo XVIII y el puente del Canto del XVI-XVII. Valonsadero cuenta con numerosas zonas de caprichosas formas geológicas, sobre todo areniscas. De estas rocas se extrajo la piedra de las iglesias románicas de Soria como los arcos de San Juan de Duero. Además de las antiguas canteras, existe una antigua necrópolis medieval.

## Flora, fauna y micología
En Valonsadero es fácil observar a diferentes especies animales, tales como ciervo, corzo, jabalí, liebre, conejo, gato montés, nutria, garduña, gineta, comadreja, murciélago orejudo, murciélago común, murciélago ratonero y roedores como el ratón de campo o las ardillas.
El río Duero y el río Pedrajas son las dos corrientes de agua del monte, por lo que hay numerosas especies de anfibios y peces. La geología y las abundantes rocas propician la presencia de reptiles, fáciles de ver en la época estival. En cuanto a las aves, se han observado hasta 135 especies diferentes, destaca el milano real ya que está en peligro.
En cuanto a la vegetación, destacan por su abundancia el fresno, pino, carrasca, chopo y sobre todo, roble rebollo, quejigo y otras especies arbustivas. De las 2793 hectáreas, 2100 son de masa arbolada, el resto en su mayoría son zonas de pradera y pastizal. 
Además hay más de una docena de especies micológicas comestibles, destacando la seta de cardo, senderilla, nícalo, amanita caesarea y boletus edulis.

## Accesos, ocio y turismo

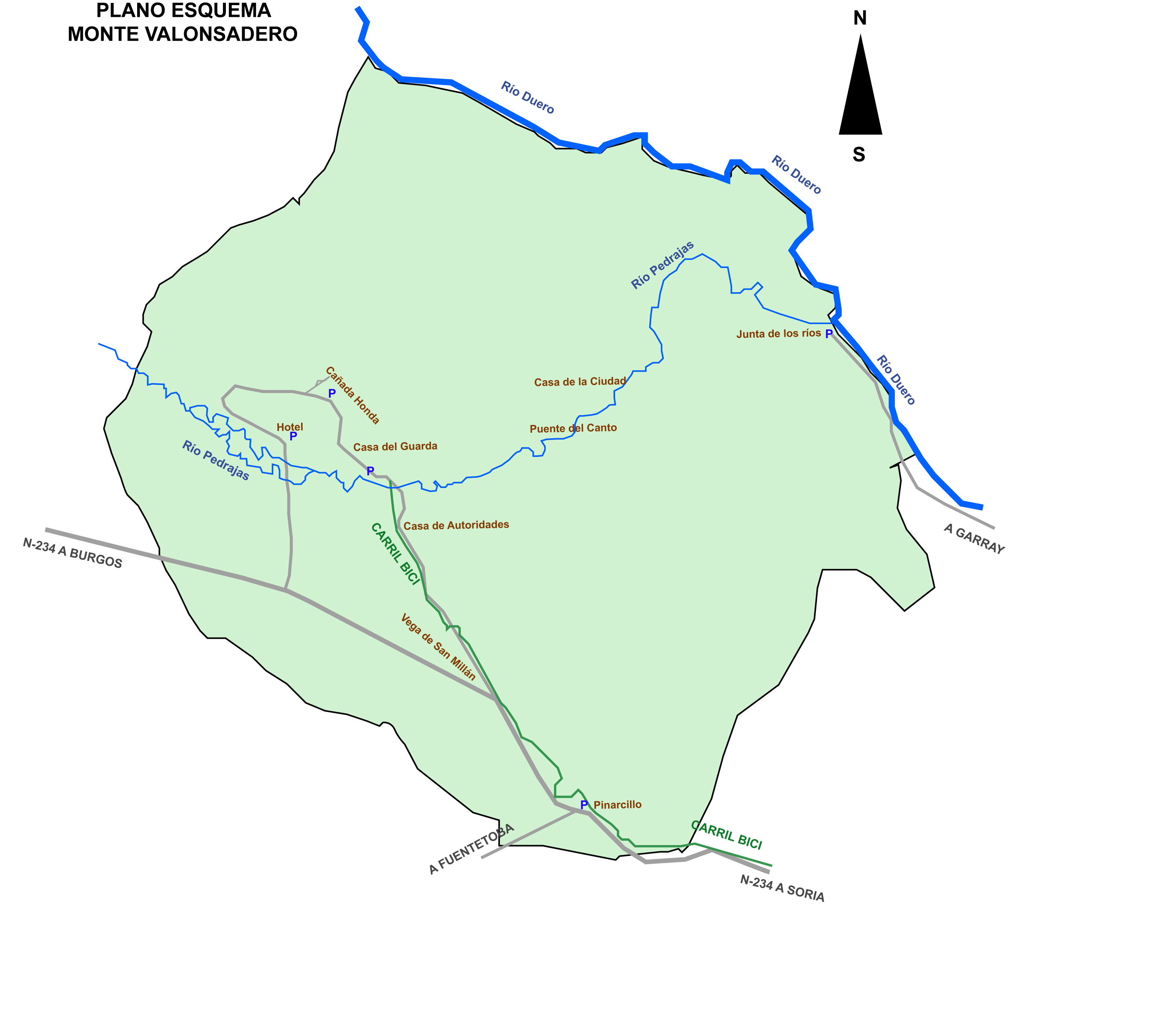
Plano esquemático del monte Valonsadero.

La mejor forma de conocer el monte es caminando o en bicicleta, para lo que existen múltiples rutas bien señalizadas e incluso un carril de bicicletas desde Soria capital. También se puede acceder al monte en vehículos a través de varios puntos, destacando la Junta de los Ríos, en las inmediaciones de Garray (N-111); el Pinarcillo, situado en la vía de acceso principal, la carretera N-234 (Sagunto-Burgos) entre Soria y Burgos. En esta área hay instalaciones acondicionadas para la práctica del atletismo, siendo este monte sede de varios eventos deportivos y lugar de entrenamiento de atletas como Fermín Cacho, Abel Antón, Reyes Estévez o Manuel Olmedo. Para acceder a la Casa del Guarda, Casa de Autoridades, Hotel y Cañada Honda, es necesario tomar el desvío de la N-234, en el punto kilométrico 357 o en el 359,3. Valonsadero es un escenario natural espectacular para la práctica de múltiples actividades de ocio como pesca, ciclismo, atletismo, senderismo, golf, rapel, equitación y un largo etcétera.
Las principales rutas senderistas que cruzan el monte son: PRC-SO-57, 58,59 y 60.